# Ainu Times
Ainu Times là tạp chí duy nhất được xuất bản bằng tiếng Ainu do Câu lạc bộ Văn bút Ainu chủ trì. Ấn bản đầu tiên được xuất bản vào ngày 20 tháng 3 năm 1997. Tạp chí sử dụng cả chữ katakana và chữ Latinh hóa đặc biệt trong các bài báo của mình. Biên tập viên vào năm 2006 là nghệ sĩ guitar Takashi Hamada. Tạp chí này được xuất bản bốn lần một năm. Một phiên bản tiếng Nhật của mỗi số, bao gồm các bản dịch tiếng Nhật về nội dung của số tạp chí, được xuất bản ba tháng sau khi ấn hành lần đầu.